# Санфорд (Алабама)
Санфорд (енгл. Sanford) град је у америчкој савезној држави Алабама. По попису становништва из 2010. у њему је живело 241 становника.

## Демографија
Према попису становништва из 2010. у граду је живело 241 становника, што је 28 (10,4%) становника мање него 2000. године.
| Група             | 2000.       | 2010.       |
| Белци             | 258 (95,9%) | 231 (95,9%) |
| Афроамериканци    | 0 (0,0%)    | 1 (0,4%)    |
| Азијати           | 0 (0,0%)    | 0 (0,0%)    |
| Хиспаноамериканци | 5 (1,9%)    | 3 (1,2%)    |
| Укупно            | 269         | 241         |